# Call of Juarez: The Cartel
Call of Juarez: The Cartel je pokračování polské FPS střílečky od Techlandu s názvem Call of Juarez a také jejího prequelu Call of Juarez: Bound in Blood. Neodehrává se však v atmosféře americké občanské války, nýbrž v současnosti. Federální vláda chce poslat speciální jednotku na úder proti drogovému kartelu. Ten vede agentka Kim a agent Eddie. Ti získávají do své skupiny i brutálního policistu Bena McCalla, který je posledním potomkem Billyho Mendozy. Spolu se vydávají do Juarezu, kde čelí nejen nepřátelům, ale i sami sobě.